# Citroën C6
 For alternative betydninger, se Citroën C6 (flertydig). (Se også artikler, som begynder med Citroën C6)
Citroën C6 var den største personbil, som Citroën markedsførte. Den blev introduceret i 2005 og afløste Citroën XM, som udgik i 2000.
Modellen er baseret på en forlænget udgave af platformen fra Citroën C5 og Peugeot 407. I modsætning til forgængeren findes der kun én karrosserivariant, nemlig en 4-dørs sedan.
Motorprogrammet omfatter en 6-cylindret benzinmotor samt 4- og 6-cylindrede dieselmotorer.
C6's konkurrenter er hovedsageligt Audi A6, BMW 5-serie, Honda Legend og Volvo S80.

## Tekniske specifikationer[1][2]
| Model                       | Cylindre | Ventiler | Slag- volume cm³ | Effekt | Effekt | Effekt | Drejnings- moment | Drejnings- moment | Motor- kode | 0-100 km/t | Top- fart | Årgang(e) | Årgang(e) |
| Model                       | Cylindre | Ventiler | Slag- volume cm³ | kW     | hk     | omdr.  | Nm                | omdr.             | Motor- kode | sek.       | km/t      | fra       | til       |
| --------------------------- | -------- | -------- | ---------------- | ------ | ------ | ------ | ----------------- | ----------------- | ----------- | ---------- | --------- | --------- | --------- |
| C6-modeller med benzinmotor |          |          |                  |        |        |        |                   |                   |             |            |           |           |           |
| 3.0 V6                      | 6        | 24       | 2946             | 155    | 211    | 6000   | 290               | 3750              | ES9J4S      | 9,4        | 230       | 09/2005   | 02/2009   |
| C6-modeller med dieselmotor |          |          |                  |        |        |        |                   |                   |             |            |           |           |           |
| 2.2 HDi                     | 4        | 16       | 2179             | 125    | 170    | 4000   | 370               | 1500              | DW12BTED    | 9,6        | 217       | 12/2006   | nu        |
| 2.7 HDi                     | 6        | 24       | 2720             | 150    | 204    | 4000   | 440               | 1900              | DT17ED4     | 8,9        | 230       | 09/2005   | 06/2009   |
| 3.0 HDi                     | 6        | 24       | 2992             | 177    | 241    | 3800   | 450               | 1600              |             | 8,5        | 235       | 07/2009   | 2012      |